# Szászkézd
Szászkézd (románul Saschiz, németül Keisd, szászul Kisd) falu Romániában, Erdélyben, Maros megyében.

## Fekvése
Segesvártól 20 km-re délkeletre, a történeti Királyföld szélén fekszik.

## Nevének eredete
Neve a magyar Keszi törzsnévből, ez pedig talán kéz főnévből való. Előtagja a betelepült szászokra utal. Először Kizd néven, 1308–1310-ben szerepelt, későbbi említései: Kezd és Kyzdy (1345), Zaazkezd (1459). Román neve a magyarból való. A két világháború között románul a Brâncoveni nevet viselte.

## Története
1161 után települt székelyekkel. Őket a 13. század elején a mai Kézdiszékbe költöztették, amely a településről kapta a nevét. Helyükre még 1231 előtt szászokat telepítettek. A székelyek emlékét a Segesvárra vezető utca Seklergasse (Zekelgasse, románul: Țecălgos) neve őrzi.
Első említésétől fogva dékanátus székhelye. 1337 és 1440 között az ún. Szászkézdszék székhelye is volt, királybíróval. A 15. század közepén a szék központját Kőhalomra helyezték át. 1419-ben említették először városként („civitatis nostrae Zaazkyzd”, később oppidum). 1450-ben már biztosan létezett a városi esküdtek tanácsa, 1479-ben pedig szabadalomlevelet kapott a szászkézdi szűcsök céhe. 1467-ben itt járt Mátyás király és innen bocsátott ki egy oklevelet. 1488-ban 209 gazdát, nyolc pásztort, hét szegényt, két malmot és egy iskolamestert írtak össze benne. 1508-ből ismerjük a vargák, 1535-ből a kovácsok céhét, a  17. század elejéről a kádárokét és a fazekasokét is. 1570-ben ispotálya is volt. 1577-ben háromnapos országos vásár tartására kapott szabadalmat. 1593-ban 304 adófizetőjét írták össze. 1663-ban I. Apafi Mihály országgyűlést tartott Szászkézden.
Évszázadokon keresztül Segesvárral is versengett, ugyan a 15. század második felétől Segesvárszékhez tartozott. A hadak vonulásától és természeti csapásoktól sújtott szászkézdiek 1673-ban fellázadtak Segesvár ellen, amiért a város nem tartotta tiszteletben bíráskodási és bíróválasztási jogukat. Delegációjukat, amely bejelentette, hogy ezentúl saját magukat kívánják igazgatni, a segesvári szenátus börtönbe vetette. A konfliktus több évig tartott, végül 1677 decemberében katonaságot vezényeltek Szászkézdre, hogy hogy lecsillapítsa a közhangulatot, az országgyűlés pedig 1678-ban megerősítette a település Segesvárszékhez tartozását. Evangélikus egyháza 1766-ban 482 férfit és 526 asszonyt számlált. 1786-ban 41 polgár, 180 szabadparaszt, 168 zsellér és 37 más család lakta. 1770-ben még csupán húsz román és ugyanannyi cigány család, a 19. század elején már mintegy nyolcvan román és harminc cigány család is élt Szászkézden – közben román jobbágyok költöztek be, főleg a környező jobbágyfalvakból. Ortodox egyháza 1820-ban vált önállóvá, görögkatolikus gyülekezete pedig 1827-ben alakult, húsz családdal. A két felekezet 1846-ig ugyanazt a templomot használta.
1876-ban Nagyküküllő vármegyéhez csatolták. 1899 és 1913 között az egyik olyan erdélyi község volt, ahonnan a legnagyobb arányban vándoroltak ki a lakosok Amerikába, szászok és románok egyaránt.
Környéke 1883 óta a komlótermesztés központja, de jelentős volt a szőlőtermesztés és az állattenyésztés is. A Ceauşescu-diktatúra idején szász lakosságának nagy részét eladták Nyugat-Németországnak, az itt maradtak nagy része az 1990 utáni években követte a falu szász közösségét Németországba.

## Népessége
- 1850-ben 1941 lakosából 1218 volt német, 427 román és 294 cigány nemzetiségű; 1204 evangélikus, 546 ortodox, 176 görögkatolikus és 15 római katolikus vallású.
- 1893-ban Nagyküküllő vármegyében itt élt a legtöbb cigány, 403 fő.
- 1900-ban 2163 lakosából 1271 volt német, 838 román és 54 magyar anyanyelvű; 1266 evangélikus, 843 ortodox, 36 református és 17 római katolikus vallású.
- 2002-ben 1532 lakosából 1358 vallotta magát román, 80 német, 45 magyar és 45 cigány nemzetiségűnek; 1404 ortodox, 78 evangélikus, 20 református és 14 római katolikus vallású.

## Látnivalók
- Szász evangélikus temploma 1493 és 1497 között épült, 1663-ban országgyűlés színhelye volt. 1677-ben teljesen átépítették, 1878–1879-ben boltozatát lecserélték. Az 1520-as években kezdték erődíteni, de védőfalait a 19. században lerombolták. Eredetileg a 15. században épült tornyát 1677-ben építették át a segesvári óratorony mintájára. 1832-ben átépítették. 1986-ban egy földrengés súlyosan megrongálta.
- A falu nyugati szélén emelkedő 536 m magas hegyen állnak parasztvárának tekintélyes maradványai. 1347 után építették és a környező falvak lakosságának szolgált mentshelyül. Háromszoros falgyűrű vette körül, falai 9–10 méter magasak voltak, hat négyemeletes torony védte. 1704-ben elfoglalták a kurucok, de rövidesen visszafoglalták a császáriak. A 20. század elején még épen állt, később a lakosok széthordták. A várhegy alatt a középkor végén kolostor állt.
- A település legrégibb háza alighanem a 176. számú, amelynek mestergerendáján 1702-es dátum látható. A 18. században két nagy tűzvész pusztította Szászkézd házait: 1714-ben a főtér környéke égett le, 1791-ben pedig több teljes utca.

## Népművészet
- 1700 körül kezdték készíteni a híres, jellegzetes kobaltkék, mázas kerámiát, fehér sgraffito díszítéssel.
- A 17–18. században asztalosközpontnak is számított. Mesterei keresett kazettás mennyezeteket és szószékkoronákat készítettek és díszítettek.

## Híres emberek
- Itt született a 18. század elején Umling Lőrinc asztalos–festő.
- Itt született 1707. április 17-én Georg Jeremias Haner történetíró, evangélikus szuperintendens.
- Itt született 1911. október 11-én Ion Dacian (ered. Pulcă) operaénekes, a bukaresti operettszínház névadója.
- Itt született 1940. július 20-án Dan Voiculescu zeneszerző.

## Képtár

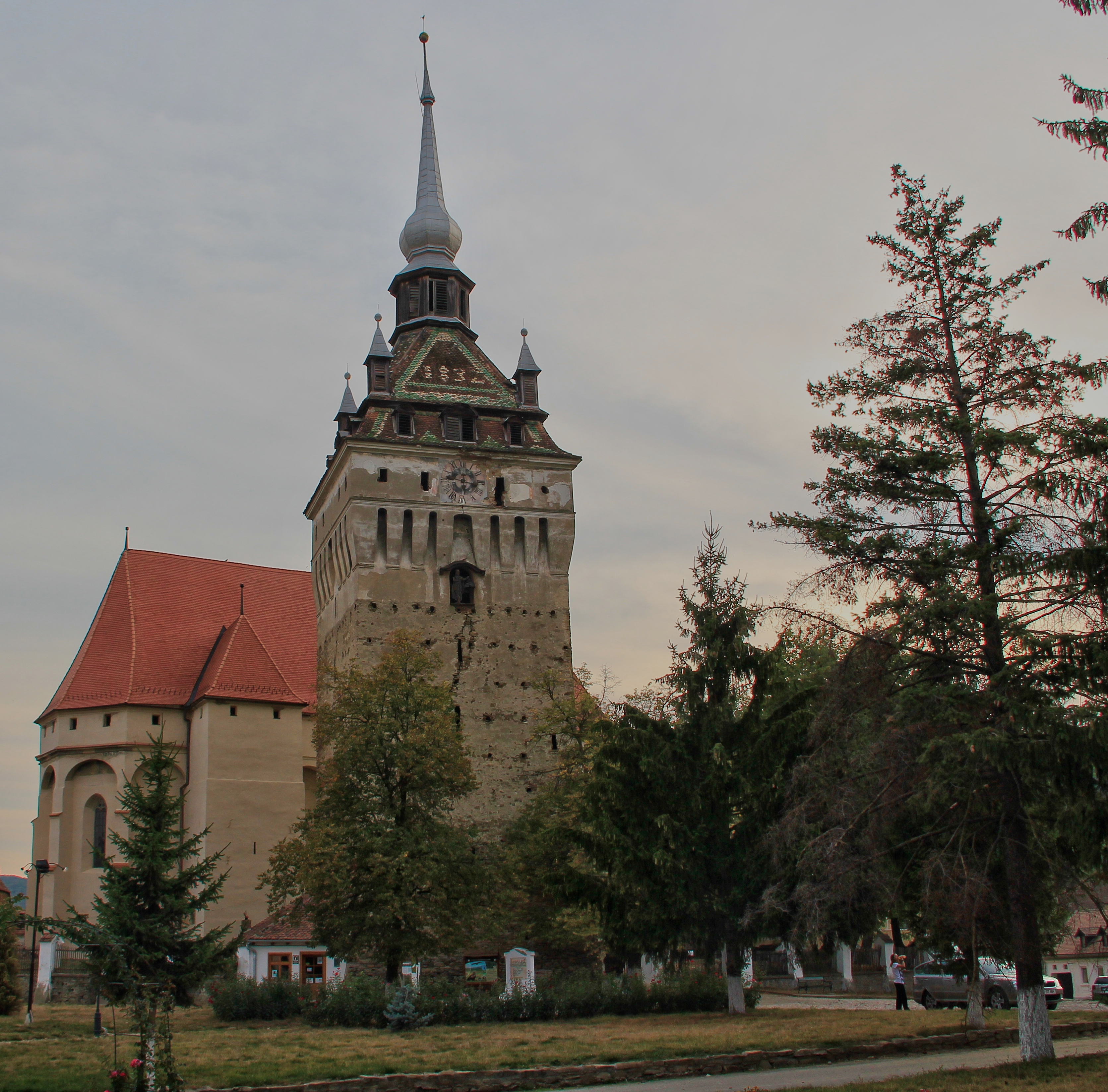
Az evangélikus templom
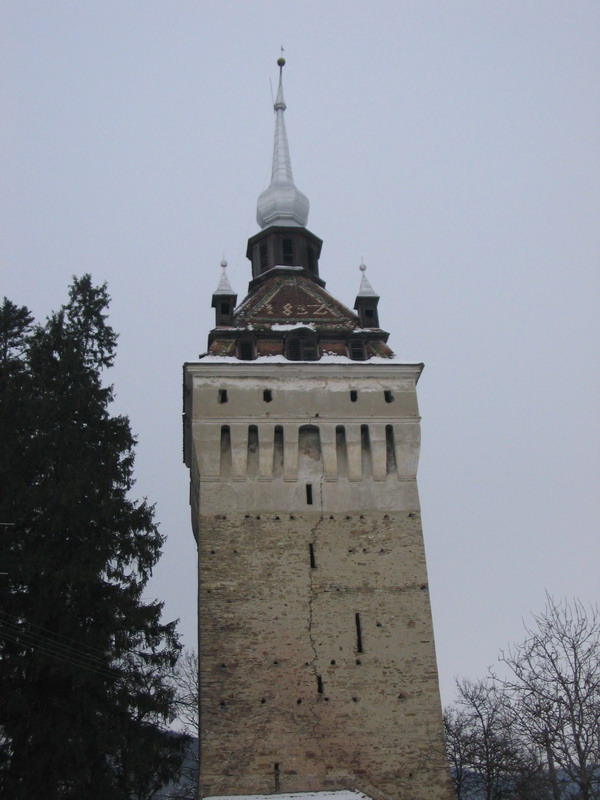
Az óratorony
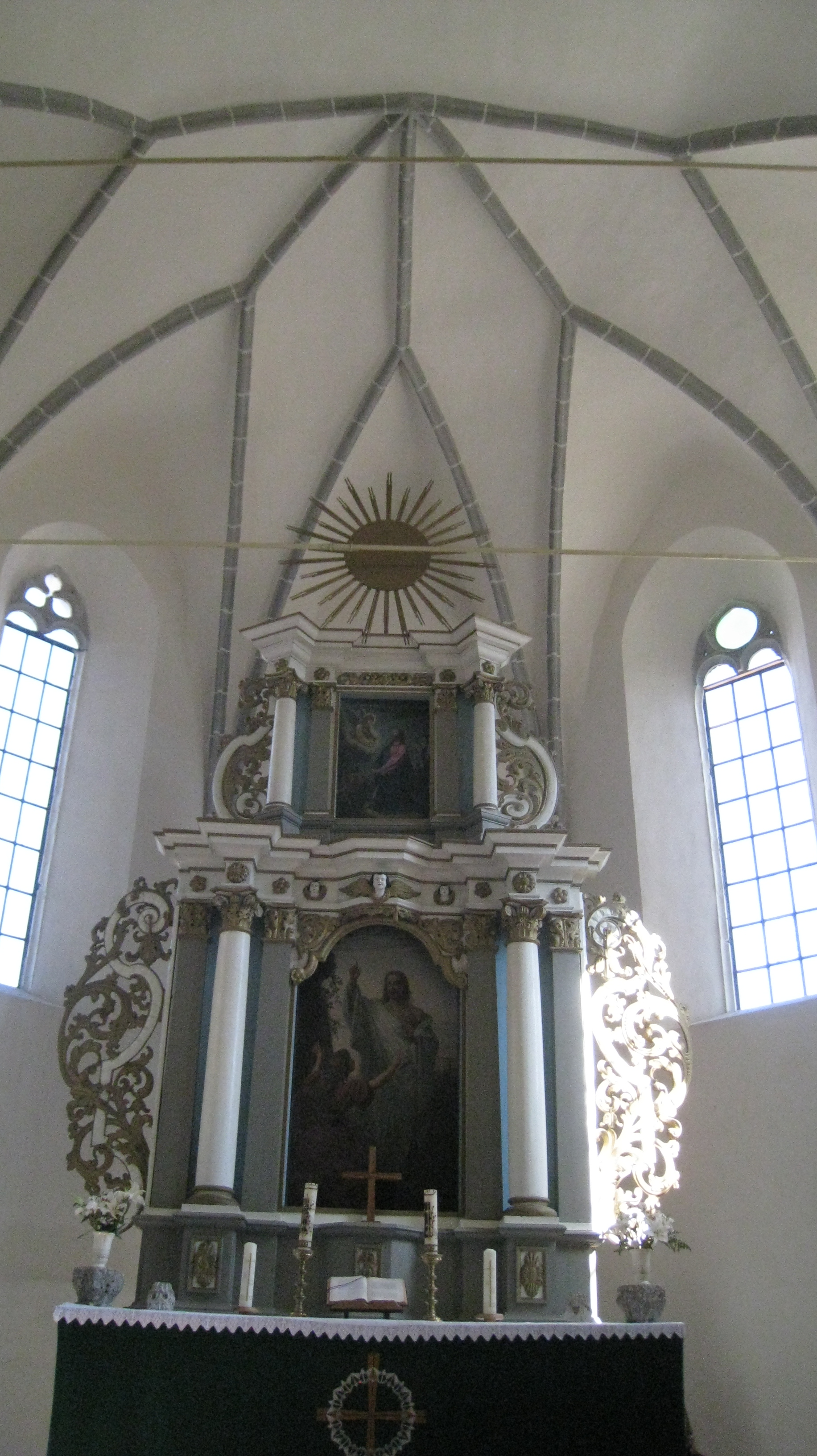
Az evangélikus templom oltára
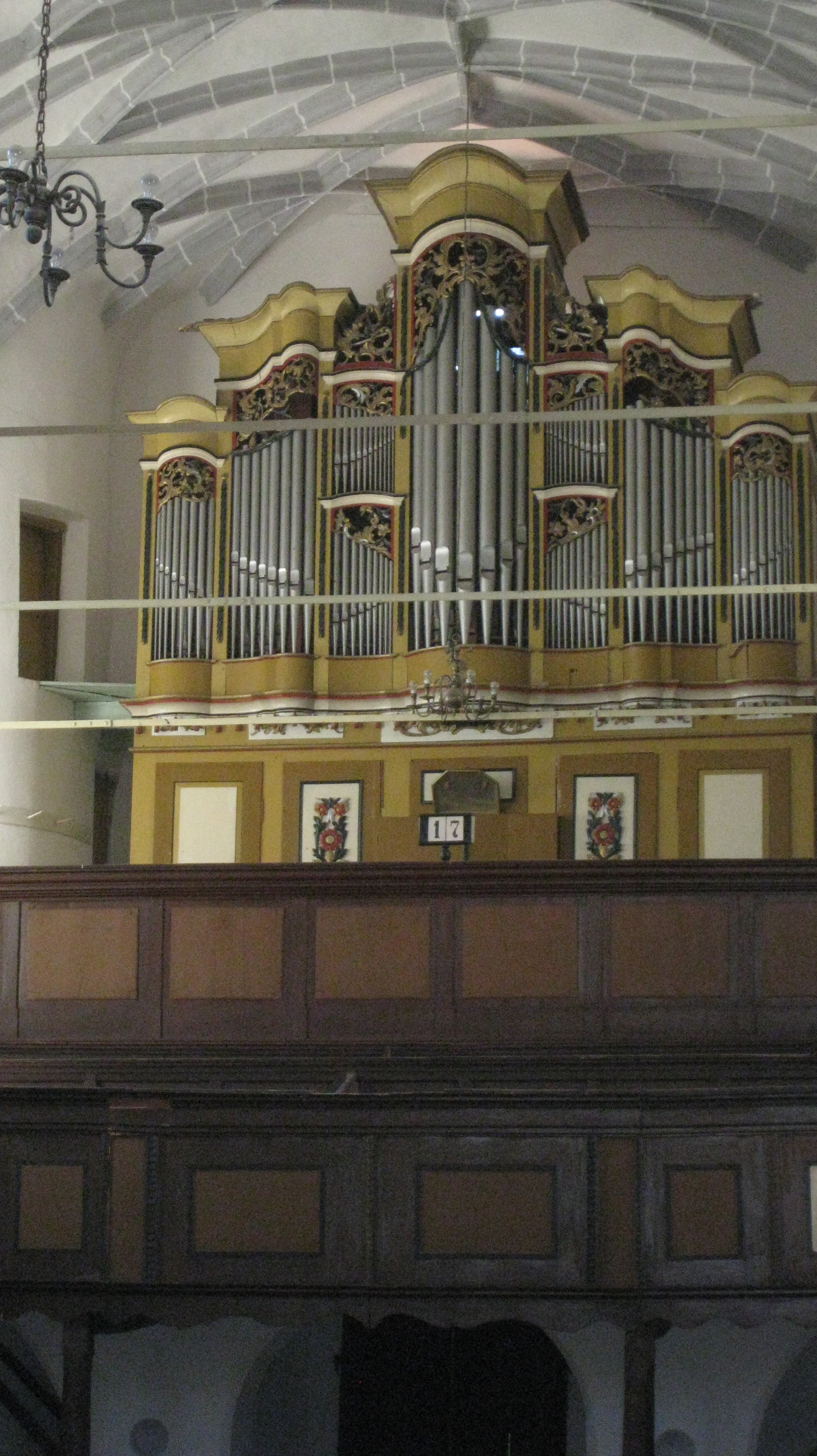
A templom orgonája
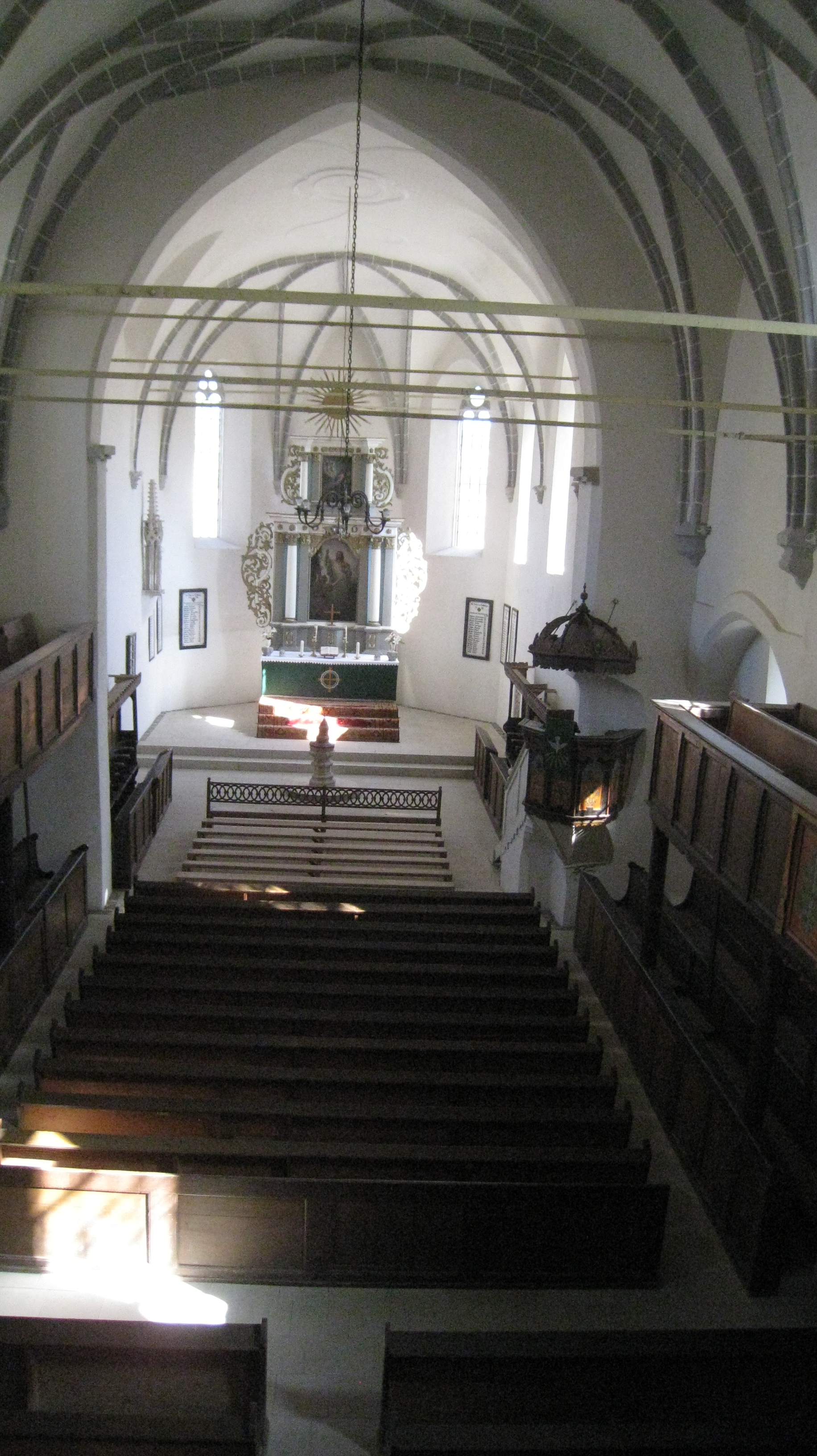
A templom belső képe
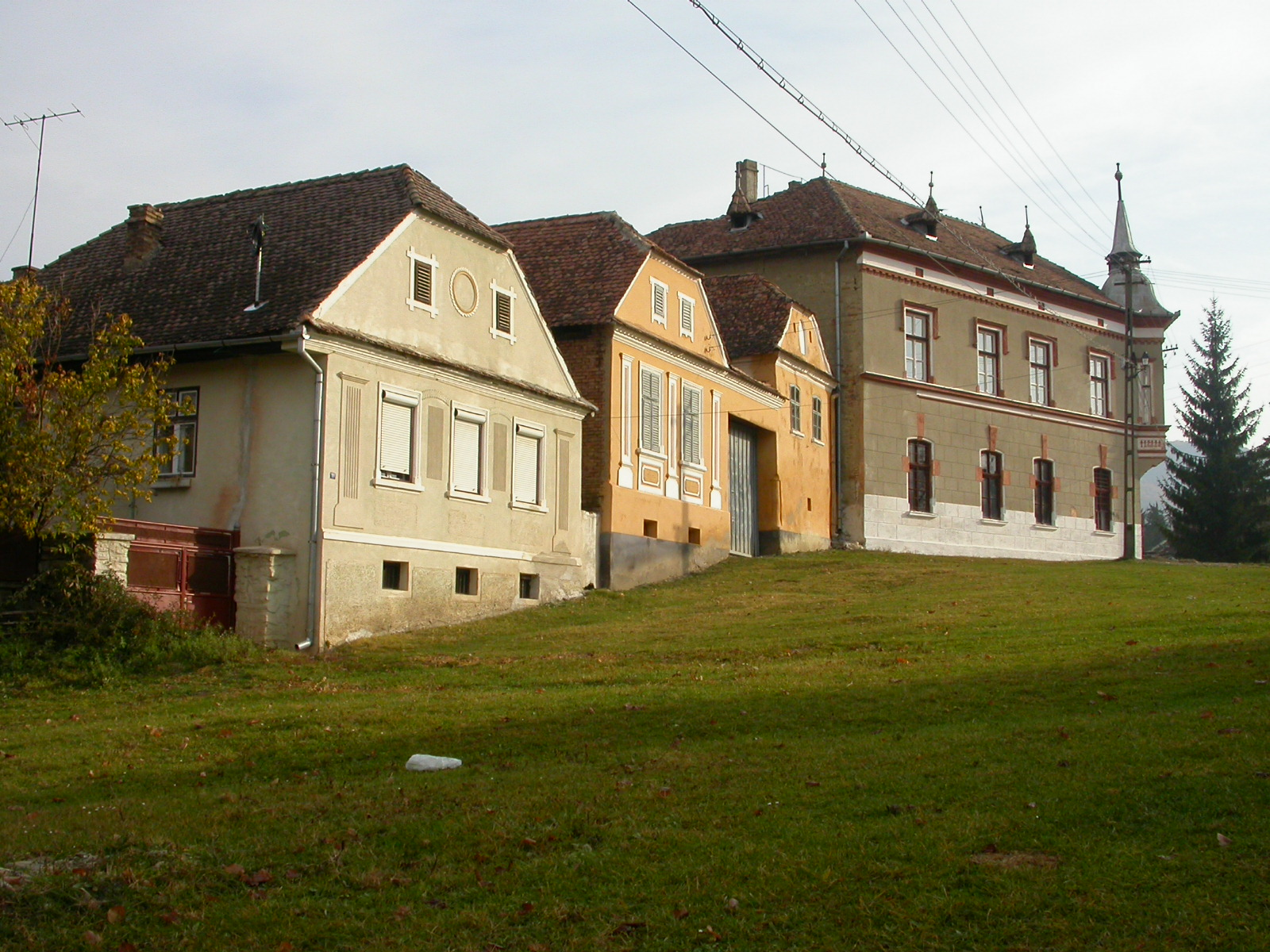
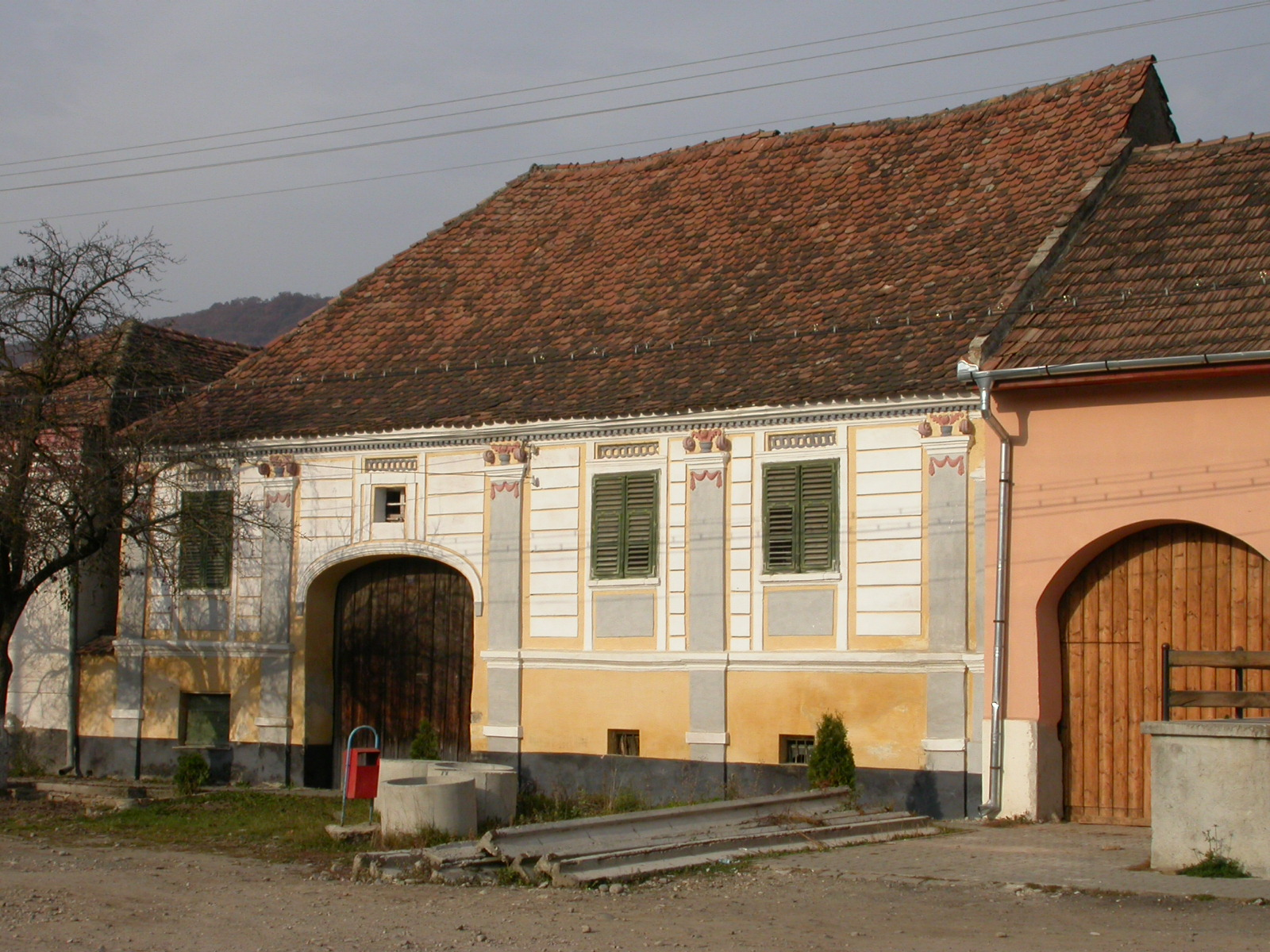
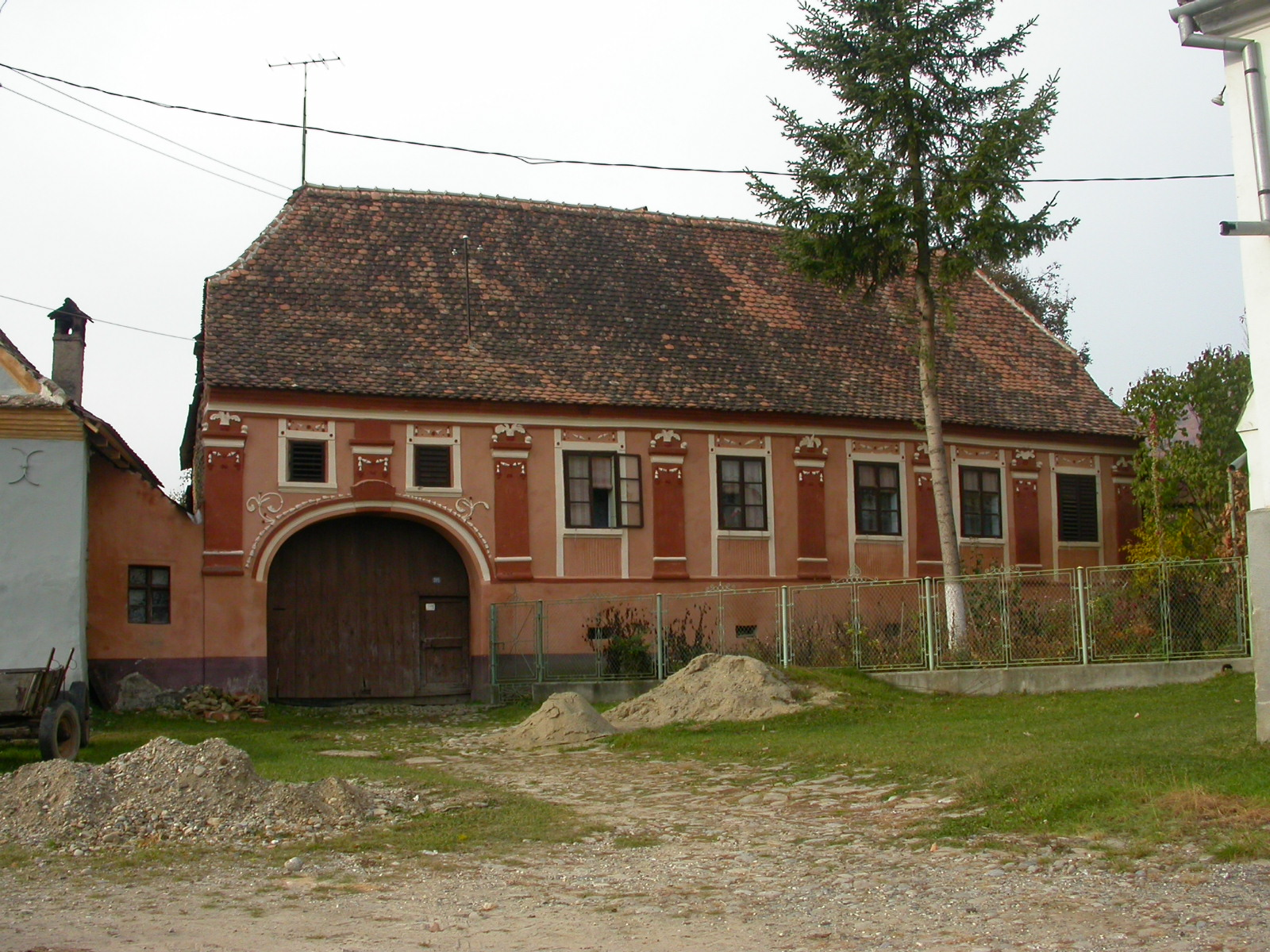
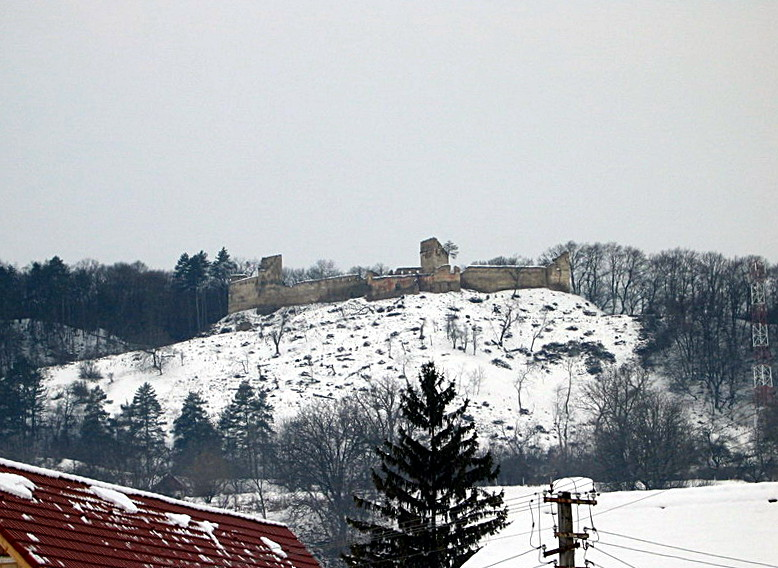
A vár
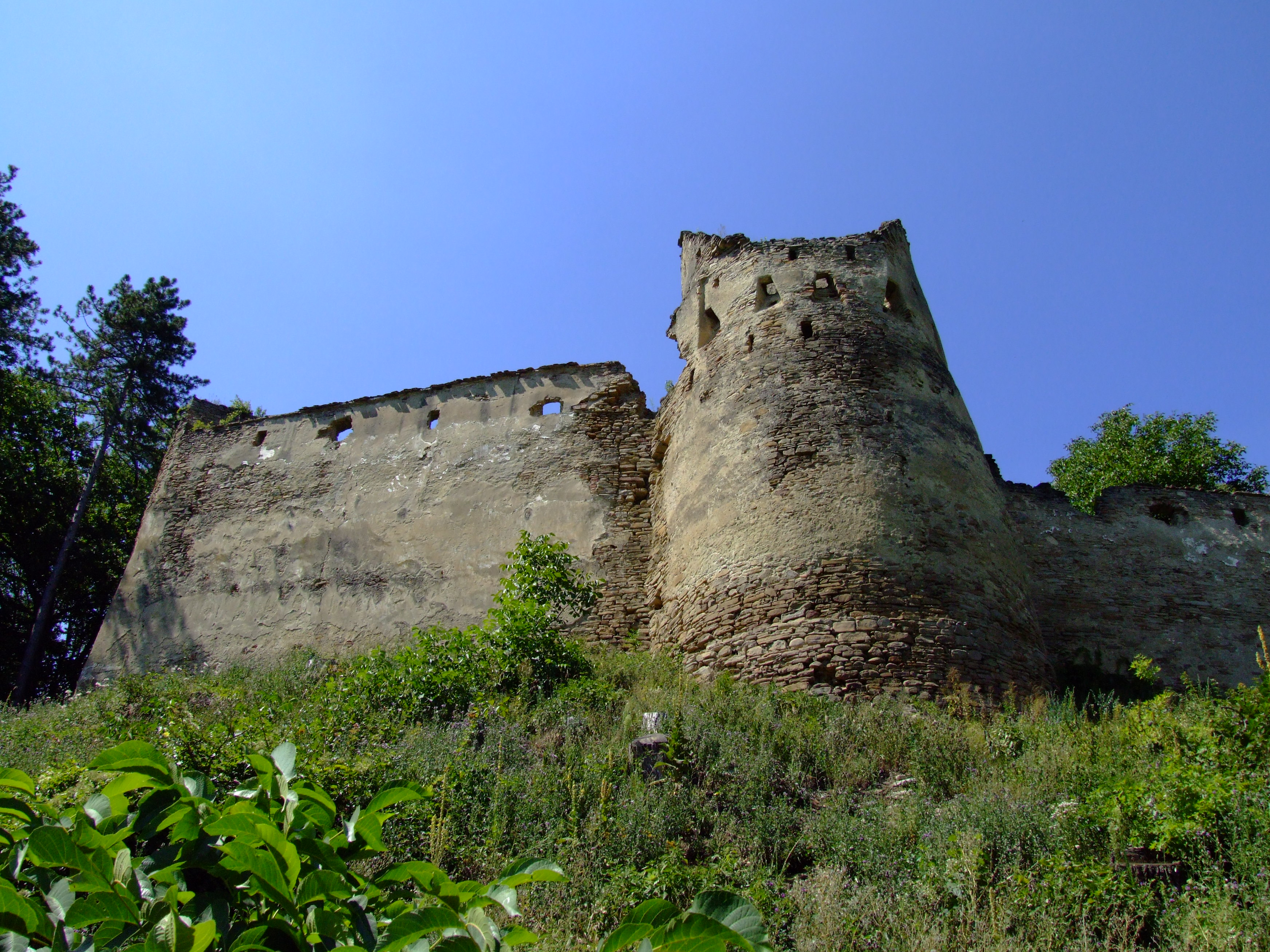
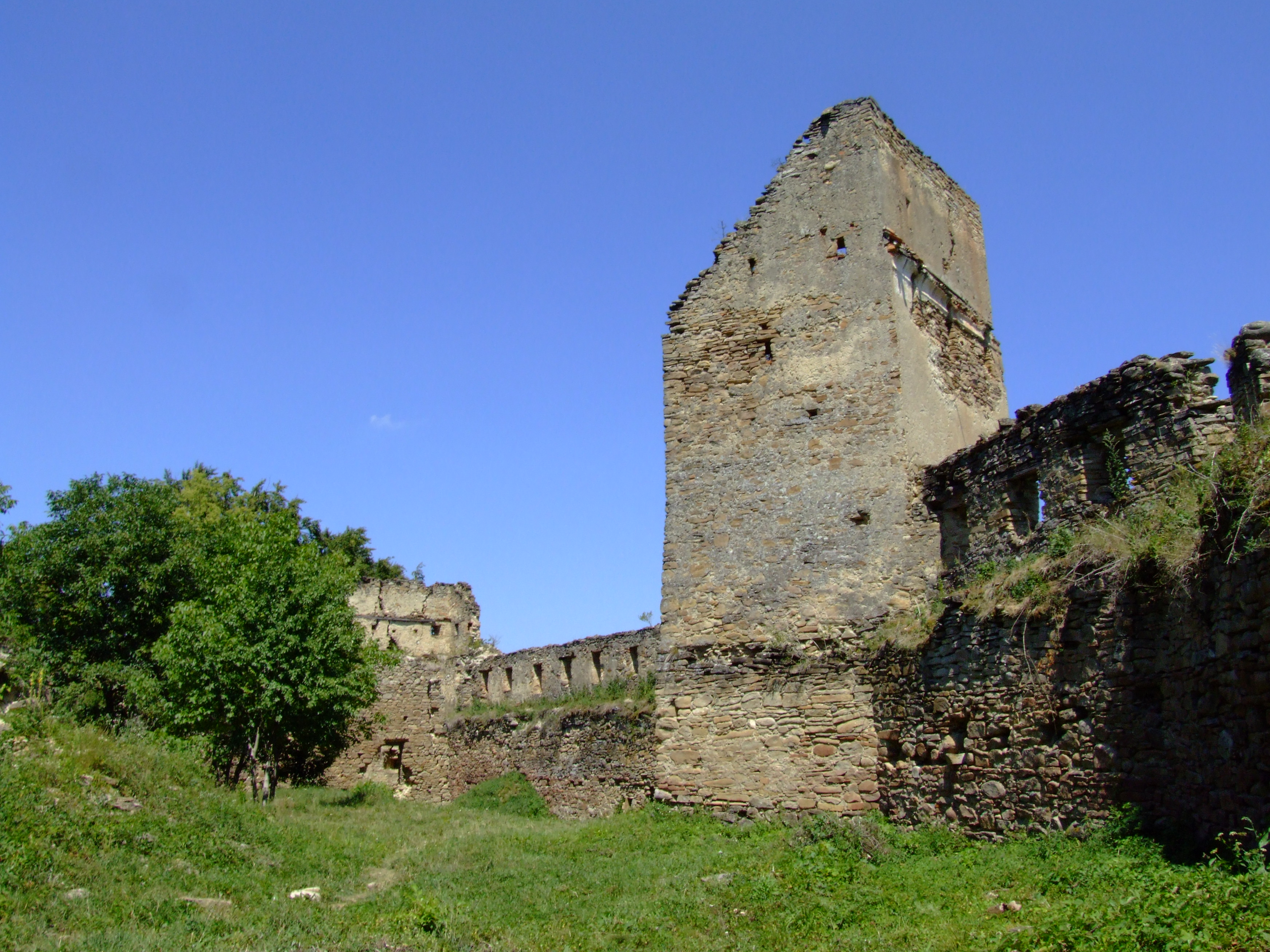
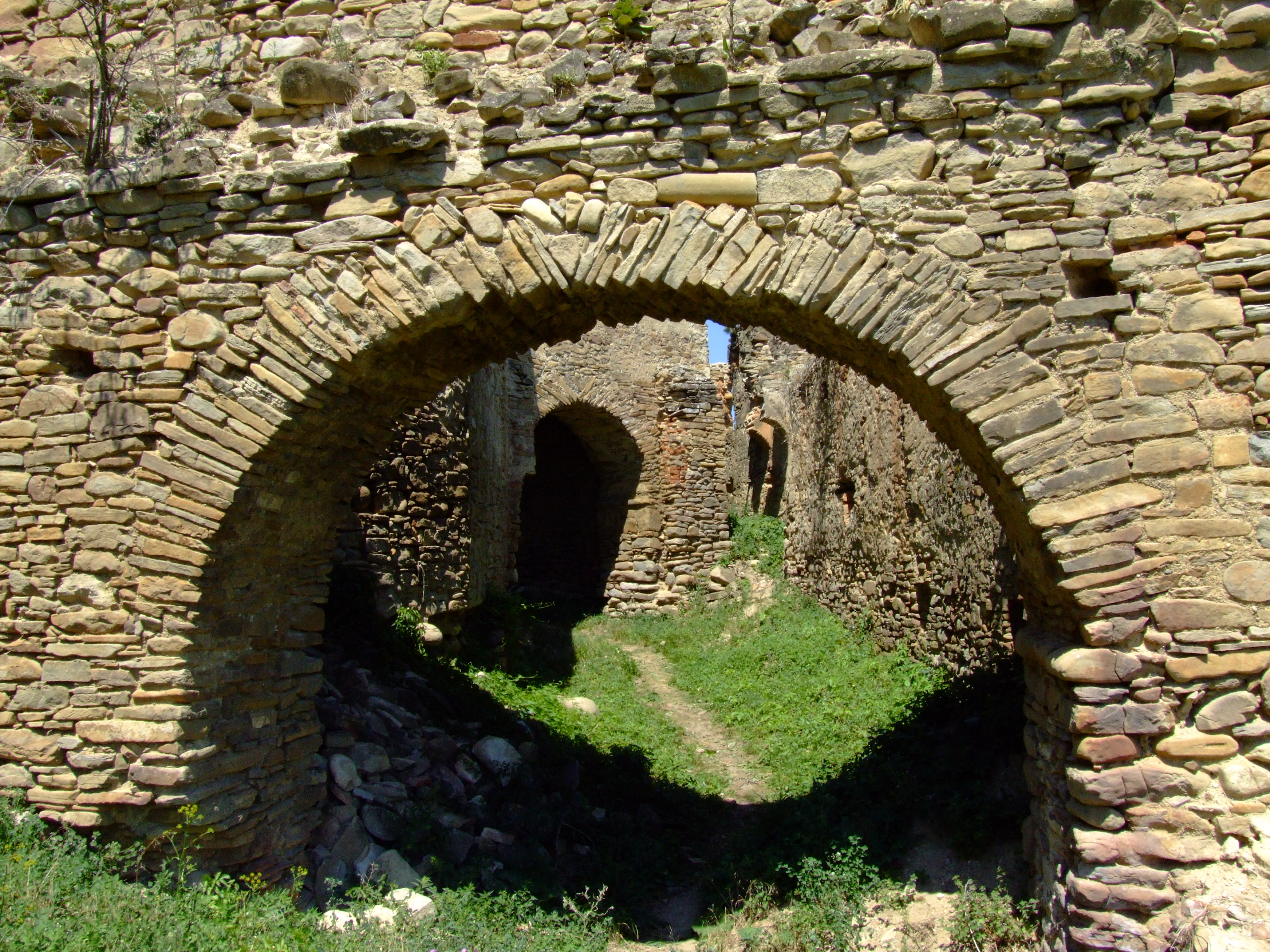
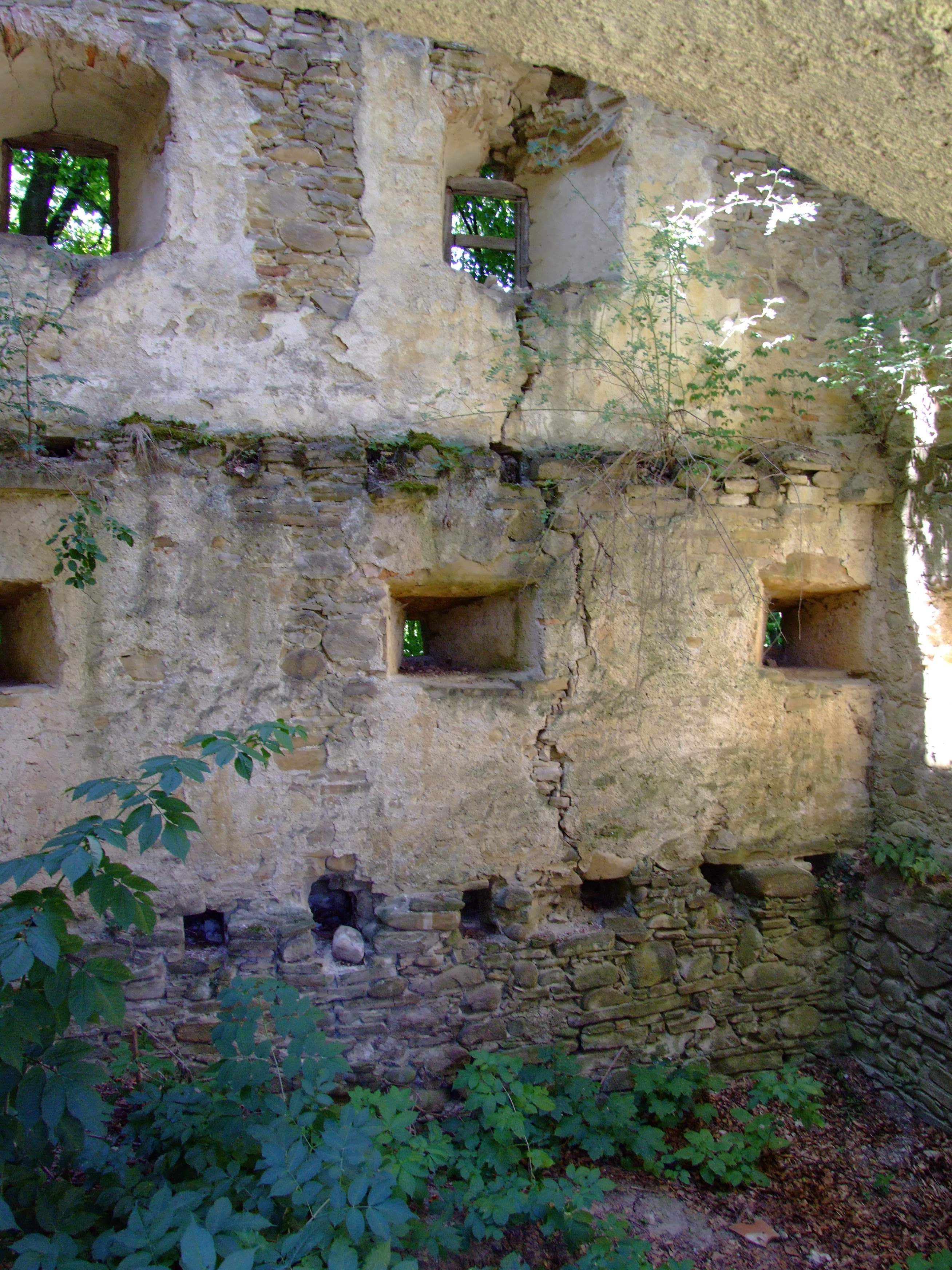
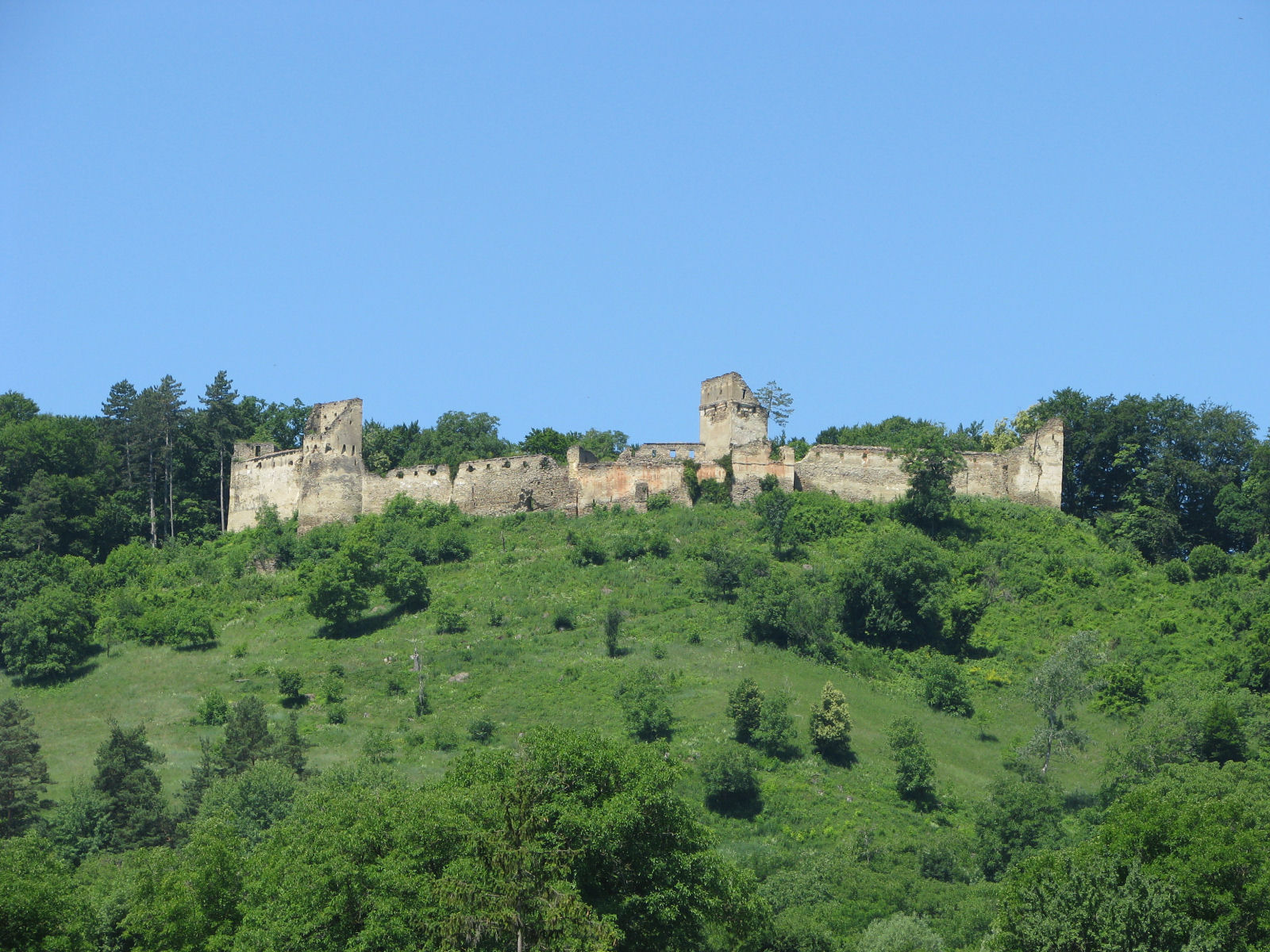
A vár - 2011
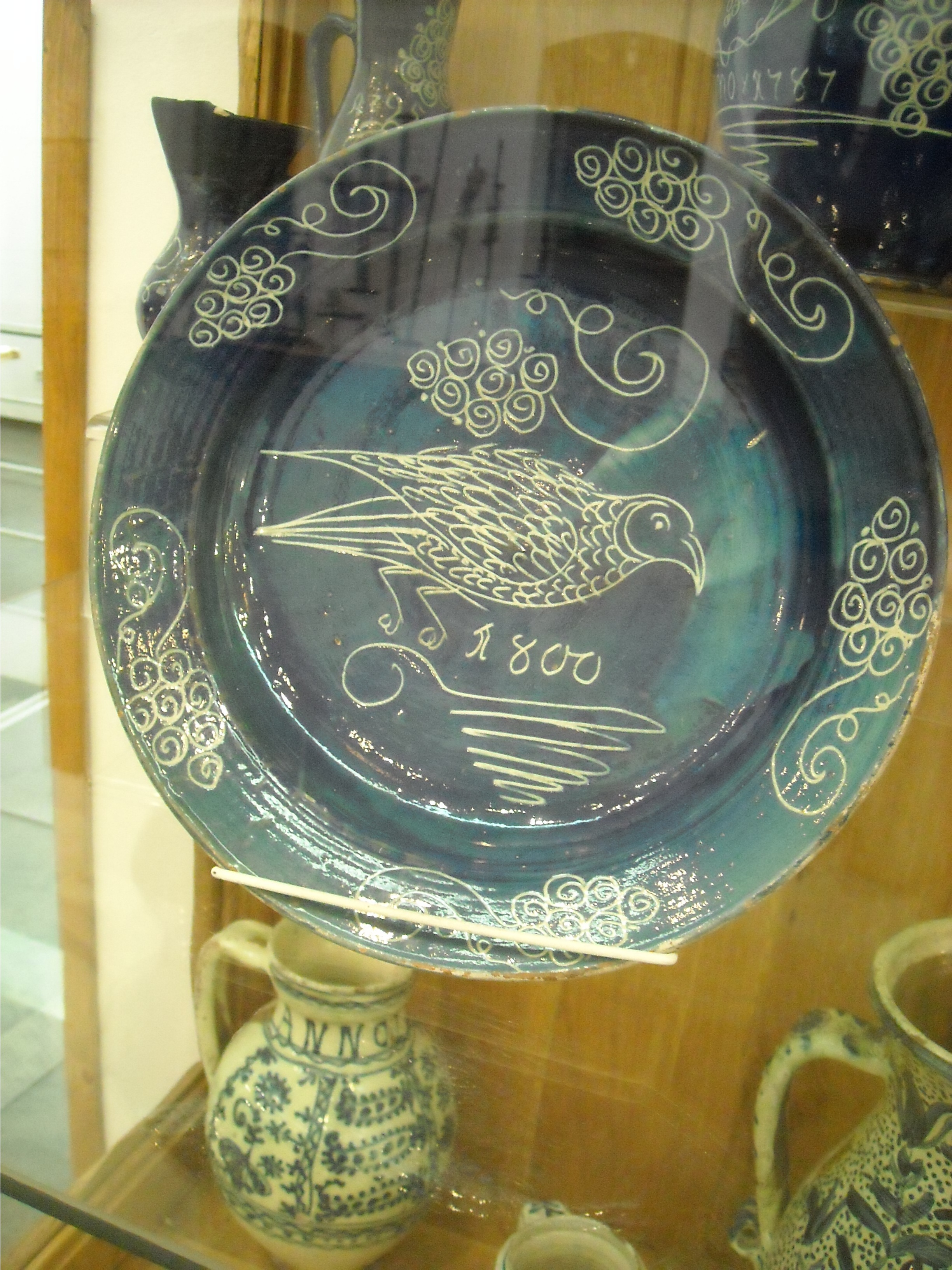
Szászkézdi tál az Erdélyi Néprajzi Múzeum állandó kiállításából